# Deutsche Organisation nichtkommerzieller Anhänger des lauteren Donaldismus
Die Deutsche Organisation nichtkommerzieller Anhänger des lauteren Donaldismus (kurz D.O.N.A.L.D.) ist eine donaldistische Vereinigung von Fans der Comic-Familie Duck des amerikanischen Zeichners Carl Barks. Die Vereinigung wurde 1977 in Hamburg von Hans von Storch gegründet und hat weltweit etwa 1200 Mitglieder, überwiegend aus deutschsprachigen Ländern (Stand: März 2024).

## Inhalte
Die D.O.N.A.L.D. befasst sich mit der Erforschung der Familie Duck und des Entenhausener Universums (bzw. der diesbezüglich überlieferten Quellen und Berichte) in jeglicher Hinsicht. Bisher wurde bereits über viele natur- und geisteswissenschaftliche Themen geforscht. Des Weiteren wurde auf Grundlage der Geschichten ein Stadtplan von Entenhausen erstellt, der im Jahr 2008 präsentiert wurde.
Die Forschung beschränkt sich dabei hauptsächlich auf die Donald-Duck-Geschichten des amerikanischen Zeichners Carl Barks, die von Erika Fuchs ins Deutsche übersetzt wurden und von Donaldisten als Berichte angesehen werden. Geschichten von anderen Zeichnern werden dagegen weitgehend ignoriert. Durch diese Einschränkung ergibt sich ein in sich geschlossenes Forschungsgebiet, das nur von wenigen Donaldisten verlassen wird.

## Professor-Püstele-Preis
Die Akademie der Donaldistischen Wissenschaften verleiht alljährlich den Professor-Püstele-Preis. Dieser Preis wird demjenigen Donaldisten verliehen, der im vergangenen donaldistischen Jahr die überzeugendste wissenschaftliche Arbeit vorgelegt hat. In die Auswahl aufgenommen werden ausschließlich Berichte, die im Zentralorgan der D.O.N.A.L.D. „Der Donaldist“ bzw. dessen Sonderveröffentlichungen publiziert wurden. Kriterien der Juroren sind neben dem wissenschaftlichen Gehalt auch die Gewaltigkeit des Wortschwalles sowie die Form der Darlegung, und nicht zuletzt deren persönliche Vorlieben.
Die Jury setzt sich aus den Mitgliedern der Akademie zusammen sowie durch Würdenträger qua Amt, namentlich die amtierende Präsidente, der Zeremonienmeister, der Kassenwart, der Ordensverleihungsausschuss. Der Preis wird an denjenigen Kandidaten mit den meisten Stimmen vergeben. Sämtliche Nominierten werden Mitglieder der Akademie und sind somit künftig stimmberechtigt.
Zum Ehrenmitglied der Akademie wird ernannt, wer zum dritten Male nominiert wurde oder wen die Jury willkürlich hierzu ernennt.

## Struktur
Das Organisationsleben findet weitgehend auf den drei jährlichen Veranstaltungen statt: dem Kongress, dem Mairennen und der Zwischenzeremonie. Diese werden in der Regel von den lokalen Stammtischen geplant und durchgeführt. Auf dem Kongress werden die neuesten Forschungsergebnisse in Vorträgen präsentiert und die Würdenträger gewählt sowie der nächste Kongressort bestimmt, während die anderen Zeremonien dem empirischen Donaldismus dienen, sei es in Form eines Wettbewerbs (Mairennen) oder einer (Zwischen-)Zeremonie. Bei diesen Gelegenheiten werden Situationen aus Entenhausen nachempfunden, wie sie von Barks und Fuchs überliefert wurden, beispielsweise bei einem Brückenbauwettbewerb, einer Pfadfinderzeremonie oder bei der Vorführung von Theaterstücken, die sich an Entenhausen orientieren.
Die Hymne der organisierten Donaldisten ist das Lied vom „rührseligen Cowboy“. Es soll das einzige Lied sein, das die Figur Donald Duck komponiert hat. Zu jeder Veranstaltung und bei den Stammtischen wird sie von den Teilnehmern gerne auch mehrfach intoniert. Anstelle des an anderen Orten üblichen profanen Beifalls wird laut in den Saal gerufen: Klatsch, klatsch, klatsch.
Das Zentralorgan ist die nichtkommerzielle Zeitschrift Der Donaldist, die unregelmäßig einige Male im Jahr erscheint und in erster Linie neue Forschungsergebnisse veröffentlicht. Darüber hinaus erscheinen noch unregelmäßiger Sonderhefte (ausführliche Sonderthemen oder donaldische Kalender).
Die Vereins-Kalender umfassen in der Regel das sogenannte „Donaldische Jahr“, das vom 1. April eines Jahres bis zum 31. März des Folgejahres läuft. Dieses donaldische Jahr rührt aus der Anfangszeit des D.O.N.A.L.D.-Kalenders, als dieser noch vornehmlich auf den Kongressen angeboten wurde und ein Kalender, der schon zu einem Viertel abgelaufen ist und auch nicht bis zum nächsten Kongress reicht, vom damaligen Ersteller als unsinnig angesehen wurde. Durch diesen Kunstgriff wird gleichzeitig noch einmal die Nichtkommerzialität unterstrichen, da Außenstehende mit einem solchen Kalender wenig anfangen können.

## Andere Organisationen
Neben der D.O.N.A.L.D. existieren in Europa auch die Nationella Ankistförbundet i Sverige (kvack) (NAFS(k)) in Schweden sowie in Dänemark die Dansk Donaldist-Forening (RAP) (DDF(R)). In den USA gibt es darüber hinaus den Carl Barks Fan Club mit ähnlichen Zielen.

## Ehrenmitglieder
1. Carl Barks
2. Erika Fuchs
3. Hans von Storch
4. Peter Prietzels „Rhein-Ruhr-EntEntE“
5. Volker Reiche
6. Klaus Spillmann
7. Hans-Dieter Heilmann
8. Ernst Horst
9. Bruno Sprenger
10. Jan Gulbransson, Ulrich Schröder und Jörg Drühl (je 1⁄3 Ehrenmitglied)
11. Oskar Gerstner
12. Dorit Kinkel
13. Hajo Austs „Seeschlange“
14. Dr. Gangolf und Mr. Seitz (je 1⁄2 Ehrenmitglied)
15. Boemund von Hunoltstein
16. Don Rosa
17. Andreas Platthaus
18. der Dienstmann
19. Jürgen Wollina
20. Christian Pfeiler
21. Alexander Eberl
22. Fritjof Mueller[9]
23. Susanne Luber
24. Patrick Bahners[10]

## Bekannte Donaldisten
Deutschlandweit bekannt als aktive Donaldisten wurden die beiden FAZ-Feuilletonisten Patrick Bahners und Andreas Platthaus dadurch, dass sie zeitweise Zitate aus den Duck-Übersetzungen von Erika Fuchs als Überschriften des FAZ-Feuilletons verwendeten. Und auch der Kölner Forensiker Mark Benecke (Spezialist für forensische Entomologie) bekennt sich öffentlich dem Donaldismus zugehörig.